# Маллум, Феликс
Феликс Маллум Нгакуту Бей-Нди (фр. Felix Malloum Ngakoutou Bey-Ndi) (13 сентября, по другим данным 10 сентября 1932 года, Форт-Аршамбо (фр. Fort-Archambault), ныне Сарх — 12 июня 2009 года, Париж) — чадский военный и государственный деятель, председатель Высшего военного совета Чада 15 апреля 1975 года — 29 августа 1978 года, Президент Чада 29 августа 1978 года — 23 марта 1979 года. Возглавил страну после военного переворота, и предпринял попытку прекратить гражданскую войну, однако потерпел неудачу.

## Биография

### Военная карьера и обвинение в заговоре
Родился 13 сентября 1932 года в городе Форт-Аршамбо (ныне Сарх) на юге французской колонии Чад (Французская Экваториальная Африка) в семье народности сара. Католик. Получил среднее образование в Браззавиле (Конго, Школа для детей отряда генерала Леклерка, l'École des Enfants de troupe Général-Leclerc). В июле 1951 года в возрасте 18 лет поступил на службу в вооружённые силы Франции. В 1952 году был направлен на учёбу в Учебный центр морской пехоты в г. Фрежюс (Франция).
После окончания училища в 1953—1955 годах служил в составе французских экспедиционных сил во Вьетнам, участвовал в боях с партизанами. В 1955—1957 служил в Абеше (Чад), затем в Камеруне. Получив звание старшего сержанта, сдал вступительные экзамены в школу офицеров во Фрежюсе. После двух лет обучения, в июле 1959 перевёлся в учебную школу десантников Сен-Максент (регион Пеи-де-ла-Луар, Франция) в звании младшего лейтенанта. После её окончания в 1962 году вернулся в Чад в звании капитана.
Вступил в правящую Прогрессивную партию Чада. Как профессиональный военный и представитель правящего африканского меньшинства юга страны, быстро сделал военную карьеру, став полковником в 1968 и генералом в 1973. Возглавлял военный кабинет президента Франсуа Томбалбая. В условиях начавшейся гражданской войны в 1971 году стал начальником генерального штаба армии Чада. Занимался планированием и организацией операций против повстанческого фронта ФРОЛИНА, возглавлявшего борьбу арабского мусульманского населения севера против режима Томбалбая.
1 сентября 1972 года был назначен главнокомандующим армией Чада. В октябре-декабре того же года чадская армия под руководством Маллума столкнулась с наступлением повстанцев на севере страны. В апреле 1973 года президент Томбалбай передал в состав армии национальную гвардию и «гвардию кочевников», находившиеся ранее в подчинении министерства внутренних дел. Это усилило позиции Маллума, получившего немалую власть в стране. Однако уже 24 июня 1973 года Томбалбай обвинил его в подготовке государственного переворота. В тот же день Маллум был смещён со всех постов, арестован и заключён в тюрьму.

### Во главе Высшего военного совета
Переворот 13 апреля 1975 года в Чаде, завершившийся падением пятнадцатилетней диктатуры Томбалбая, освободил Ф. Маллума из тюрьмы. Офицеры армии и жандармерии и лидер переворота генерал Ноэль Одингар предложили ему возглавить страну. В тот же день Ф. Маллум в чине бригадного генерала был избран председателем Высшего военного совета (Conseil Supereur Militaire, CSM), который взял на себя управление страной. В Совет вошли три генерала, полковник, майор, два капитана и два лейтенанта, представлявшие различные виды вооружённых сил. После его создания радио Нджамены сообщило, что Высший военный совет будет управлять Чадом до сформирования временного правительства. Маллум в своей речи по национальному радио заявил, что Чад будет светским, неприсоединившимся государством, соблюдающим Декларацию прав человека. 14 апреля он выступил по радио с программной речью, призвав население поддержать вооружённые силы и совместно начать борьбу за национальное возрождение и развитие. Свержение диктатора Томбалбая он объяснил желанием армии положить конец злоупотреблениям режима. 15 апреля Ф. Маллум официально стал главой Республики Чад, а генерал Одингар был назначен главнокомандующим вооружёнными силами. Совет назначил четыре комиссии для изучения последствий правления Томбалбая и поиска решения накопившихся проблем. Во главе каждой из комиссий был поставлен армейский офицер. 17 апреля был отменён комендантский час, возобновились авиарейсы из аэропорта Нджамены, в столице вновь заработали учреждения и предприятия. Военные распустили «роты безопасности», сформированные из земляков Томбалбая, запретили повышать цены на товары и приказали всем государственным и партийным деятелям старого режима оставаться на местах, пока армия будет расследовать их прежнюю деятельность. 20 апреля Маллум провел свою первую пресс-конференцию. Одной из главных задач нового режима он назвал африканизацию кадров, пересмотр соглашений с рядом стран, сформирование временного правительства и осуществление программы национального возрождения. На следующий день на митинге в Нджамене, собранном по призыву Совета, Маллум призвал всех эмигрантов и бойцов повстанческих фронтов вернуться домой и совместно с новой властью участвовать в переустройстве страны.
12 мая Ф. Маллум сформировал временное правительство, в котором занял также посты министра обороны и министра по делам ветеранов войны. Министром иностранных дел был назначен майор Вадаль Камуге. Декретом Высшего военного совета была провозглашена полная свобода религии и возобновлена деятельность всех религиозных организаций и миссий, упраздненных Томбалбаем в период его «ухода влево». Уже через месяц начинается реформа армии, ведущие лидеры режима совершают поездки в Ливию и Судан в поисках поддержки, принимается решение о выводе из страны французского воинского контингента, запрещаются незаконные забастовки. Военным удалось на некоторое время разрядить обстановку, однако при этом всякая оппозиция, как и при Томбалбае, жестоко подавлялась. В марте 1976 года чадские студенты захватили посольство Чада в Париже, протестуя против политики репрессий. В то же время курс на национальное примирение и уступка с вводом французских войск уже не оправдываются: когда Нджамену посещает премьер-министр Франции Жак Ширак, Маллум настаивает на возобновлении военного сотрудничества.
13 апреля 1976 года было организовано празднование годовщины переворота, во время которого заговорщики забросали гранатами трибуну на которой находились президент и члены Высшего военного совета. Погибли два человека, 72 получили ранения. Маллум остался невредимым, был ранен один из членов Совета
В мае 1976 года Маллум стал также председателем Национального комитета обороны Чада, а в июне провёл реорганизацию своего правительства. Он также продолжал попытки решить конфликт с ФРОЛИНА не только военными средствами. Власти провели национальную конференцию имамов, надеясь найти контакт с мусульманским населением севера, а заместитель Маллума по Высшему военному совету полковник Нганинар провёл переговоры в Ливии. Сам Маллум в августе 1976 года посетил Судан, где договорился с президентом Джафаром Нимейри не поддерживать антиправительственную деятельность друг против друга и не давать оппозиционным группировкам создавать базы на сопредельных территориях. В январе 1977 года он посетил Египет и заручился там поддержкой. Однако с Ливией руководителям Чада договориться не удалось.
Положение внутри страны продолжало ухудшаться, недовольство разрушением экономики, войной и репрессиями охватило уже всю страну. Высший военный совет ввёл цензуру и создал Суд государственной безопасности. Ночью с 31 марта на 1 апреля 1977 года группа военных начала вооружённое выступление в Нджамене, пытаясь совершить переворот. Однако восставшие не нашли необходимой поддержки в армии и потерпели поражение. Руководители заговора были расстреляны.

### Гражданская война — катастрофа 1978 года
В марте 1977 года Суд государственной безопасности Чада начинает рассматривать дела руководителей и участников повстанческого движения на севере страны. Процессы продолжаются больше трех месяцев, выносятся заочные приговоры, в том числе и смертные. Этим закрывается путь к примирению с ФРОЛИНА и не вошедшими в него повстанческими группами.
Маллум сделал ставку на военное подавление вооружённой оппозиции с помощью Франции и Египта. В Париже переговоры о расширении военной помощи провёл министр иностранных дел Камуге, а из Египта в Чад для ознакомления с обстановкой прибыл вице-президент Египта Хосни Мубарак. После этого в Нджамену начинается переброска из Египта и Судана военных советников и вооружений.
В июле 1977 года силы ФРОЛИНА при поддержке Ливии начинают успешное наступление на севере страны и занимают город Бардаи. Одновременно Ливия выдвигает территориальные претензии к Чаду, заявляя о возврате так называемой «полосы Аузу». В ответ Высший военный совет декретом ограничил права ливийских граждан в Чаде, закрыл ливийский культурный центр и прекратил деятельность совместных компаний. Организация африканского единства рассматривала вопрос о «ливийской агрессии против Чада». В Египте и Судане началась антиливийская компания, несколько дней на ливийско-египетской границе шли бои. Однако Египет и поддержавший его Судан оказались неудачными союзниками — осенью президент Египта Анвар Садат начал переговоры с Израилем (Судан, в отличие от арабских стран, его за это не осудил) и обе страны стали изгоями в арабском мире. Арабские страны оказались на стороне Ливии и ФРОЛИНА. Режим Маллума оставался у власти только благодаря поддержке Франции. Однако участие французской армии в этом конфликте не находило широкой поддержки в самой Франции и подрывало её мировой престиж. Маллуму снова пришлось искать новые компромиссы с ФРОЛИНА. В январе 1978 года в Судане начался первый тур переговоров Высшего военного совета и ФРОЛИНА, который поставил непременным условием перемирия вывод из Чада французских войск. Маллум не мог согласиться на такой шаг, так как он фактически означал падение его режима. 23 и 24 февраля в городе Себха (Ливия) о судьбе Чада прошли переговоры руководители Ливии, Чада, Судана и Нигера. Но и после этого силы ФРОЛИНА продолжали наступление на Нджамену. Ожесточенные бои с участием военно-воздушных сил Франции шли в северном, западном и центрально-восточном Чаде. Даже на традиционно верном правительству юге страны проходили антифранцузские выступления.
27 марта 1978 года при посредничестве Ливии, Судана и Нигера власти Чада подписали перемирие с ФРОЛИНА, но и оно постоянно нарушалось. Чад оказывается расколотым на две почти равные части — в северной господствовали силы Фронта национального освобождения, в южной — регулярная армия Чада, верная президенту. Маллум в поисков путей решения конфликта за короткий срок посетил Ливию, Судан, Нигер, Габон, Камерун и Нигерию. В июле в Ливии началтся третий тур переговоров с ФРОЛИНА, а в августе Маллуму удалось найти компромисс с одной из группировок фронта.

### Попытка компромисса с оппозицией
В августе 1978 года на соглашение с режимом Высшего военного совета согласился пойти председатель Вооружённых сил Севера (FAN, ФАН) Хиссен Хабре (ранее он возглавлял Совет командования Вооружённых сил Севера во ФРОЛИНА, но с 1976 выступал во главе самостоятельной военно-политической организации). За полгода до этого Вооруженные силы Севера откололись от ФРОЛИНА, так как Хабре был не согласен с тем, что главой ФРОЛИНА стал Гукуни Уэддей. Теперь он воспользовался критическим положением правительства в Нджамене, чтобы получить реальную власть. Трёхсторонняя смешанная военно-политическая комиссия представителей Высшего военного совета, совета командования ФАН и Судана разработала «Фундаментальную хартию», которую подписали все заинтересованные стороны. Высший военный совет был распущен, часть его функций перешла к вновь созданному Комитету обороны и безопасности, который уже не был высшим органом государственной власти. Одновременно Хабре распустил совет командования ФАН, а Вооруженные силы севера были включены в состав регулярной армии Чада и вошли в столицу.
29 августа 1978 года генерал Ф. Маллум на торжественной церемонии в Нджамене принес присягу как Президент Республики Чад. В соответствии с хартией он назначил Х. Хабре премьер-министром страны и поручил ему формирование правительства. В своей речи Маллум сказал, что оно должно заложить основы динамичного развития Чада и способствовать достижению национального примирения. Маллум назвал заключение Фундаментальной хартии началом возврата к нормальной конституционной жизни, однако компромисс был достигнут лишь с частью повстанческих сил.
Основные силы ФРОЛИНА и новые вооружённые организации, которых теперь насчитывалось больше 10, продолжали боевые действия против правительственной армии и к началу 1979 года расширили сферу своего влияния. Кратким оказался и союз с Хабре. В феврале 1979 года премьер-министр, видя ослабление режима в Нджамене, поднял антипрезидентский мятеж. В ожесточенных боях сил ФАН и регулярной армии ни одна из сторон не смогла одержать верх, и Маллум снова пошёл на переговоры.

## Конец политической карьеры и эмиграция
В марте 1979 года в нигерийском городе Кано была созвана Конференция по вопросам национального примирения в Чаде, в которой приняли участие уже четыре враждующие чадские стороны, а также Нигерия, Ливия, Камерун, Нигер и Судан. Было принято решение, что стоящие во главе страны лидеры воюющих группировок — Ф. Маллум и Х. Хабре — должны покинуть свои государственные посты. 16 марта Конференция завершилась подписанием соглашения о прекращении огня, передаче власти новому временному правительству и восстановлении нормальной жизни в стране. Подписи под соглашением со стороны Чада поставили президент Ф. Маллум, премьер-министр Х. Хабре, лидер Народных вооружённых сил Г. Уэддей и лидер Народного движения за освобождение Чада Г. Абдеррахман.
23 марта 1979 года Маллум в соответствии с решениями конференции в Кано подал в отставку с поста президента, а Хабре — с поста премьер-министра. Власть была передана Временному государственному совету во главе с Гукуни Уэддеем, а через пять дней подразделения воюющих армий начали покидать Нджамену.
Маллум покинул Чад и отправился в эмиграцию в Нигерию. Он больше не возвращался к политической жизни и не участвовал в событиях гражданской войны, которая продолжалась в Чаде многие годы. Он прожил в Нигерии 23 года, пока в марте 2002 год президент Чада Идрис Деби не разрешил ему вернуться. Одновременно Деби произвёл Маллума в дивизионные генералы.

## Возвращение и смерть
Вернулся на родину как частное лицо 31 мая 2002 года по настоятельным просьбам чадской Лиги защиты прав человека, которая утверждала, что в Нигерии Маллуму грозят преследования. Власти устроили ему торжественную встречу, в которой участвовали министр иностранных дел Махамат Салех Аннадиф и министр внутренних дел Абдерахман Мусса, его родственники и бывшие товарищи по оружию. Как бывшему президенту страны Маллуму была назначена пенсия в 3 миллиона африканских франков (4570 евро) в месяц, предоставлена резиденция и два автомобиля с водителями, а также медицинское обслуживание за счёт государства.
В начале июня 2009 года с связи с ухудшением состояния здоровья Маллум был переправлен из Нджамены в Париж. Скончался 12 июня 2009 года в 13.30 в американском госпитале в Нейи (Париж, Франция) от сердечной недостаточности.
Декретом Идриса Деби в стране был объявлен 10-дневный национальный траур (13-22 июня) во время которого все государственные флаги были приспущены, а праздничные мероприятия запрещены
Тело Маллума было доставлено в Нджамену и захоронено там 24 июня 2009 года после краткой торжественной официальной церемонии. Несмотря на то, что похороны были отсрочены из-за визита Идриса Деби в Габон, никто из высших руководителей Чада на церемонии не выступил. Прощальную речь произнес министр обороны Вадаль Абделькадер Камуге